# Diócesis de Sioux Falls
La diócesis de Sioux Falls (en latín: Dioecesis Siouxormensis y en inglés: Roman Catholic Diocese of Sioux Falls) es una circunscripción eclesiástica de la Iglesia católica en Estados Unidos. Se trata de una diócesis latina, sufragánea de la arquidiócesis de Saint Paul y Mineápolis. Desde el 12 de diciembre de 2019 su obispo es Donald Edward DeGrood.

## Territorio y organización
La diócesis tiene 90 866 km² y extiende su jurisdicción sobre los fieles católicos de rito latino residentes en la parte occidental del estado de Dakota del Sur al este del río Misuri.
La sede de la diócesis se encuentra en la ciudad de Sioux Falls, en donde se halla la Catedral de San José.
En 2020 en la diócesis existían 116 parroquias agrupadas en 7 decanatos: Aberdeen/Mobridge, Brookings/Madison, Mitchell, Pierre/Huron, Sioux Falls, Watertown y Yankton.

## Historia
El vicariato apostólico de Dakota se erigió el 12 de agosto de 1879, tomando su territorio de la diócesis de Saint Paul (hoy arquidiócesis de Saint Paul y Mineápolis). Originalmente, el vicariato apostólico incluía todo el Territorio de Dakota.
En 1889 el Territorio de Dakota fue admitido como estado, subdividido en Dakota del Norte y Dakota del Sur. El 12 de noviembre de 1889 la Santa Sede decidió dividir el vicariato apostólico en dos diócesis, con la bula Quae catholico nomini del papa León XIII. El antiguo vicariato fue erigido en diócesis con su nombre actual, y al mismo tiempo cedió todo Dakota del Norte para formar la nueva diócesis de Jamestown (hoy diócesis de Fargo).
El 4 de agosto de 1902 cedió una parte de su territorio para la erección de la diócesis de Lead (hoy diócesis de Rapid City) mediante el breve Quae rei sacrae del papa León XIII.

## Estadísticas
Según el Anuario Pontificio 2021 la diócesis tenía a fines de 2020 un total de 111 000 fieles bautizados.
| Año                                                                             | Población            | Población | Población      | Sacerdotes | Sacerdotes    | Sacerdotes    | Bautizados por sacerdote | Diáconos permanentes | Religiosos | Religiosos | Parroquias |
| Año                                                                             | Bautizados católicos | Total     | % de católicos | Total      | Clero secular | Clero regular | Bautizados por sacerdote | Diáconos permanentes | Varones    | Mujeres    | Parroquias |
| ------------------------------------------------------------------------------- | -------------------- | --------- | -------------- | ---------- | ------------- | ------------- | ------------------------ | -------------------- | ---------- | ---------- | ---------- |
| 1950                                                                            | 74 294               | 491 852   | 15.1           | 168        | 128           | 40            | 442                      |                      | 4          | 621        | 114        |
| 1966                                                                            | 95 000               | 465 200   | 20.4           | 201        | 134           | 67            | 472                      |                      | 28         | 879        | 123        |
| 1968                                                                            | 100 350              | 475 000   | 21.1           | 199        | 126           | 73            | 504                      |                      | 108        | 595        | 113        |
| 1976                                                                            | 99 372               | 482 000   | 20.6           | 181        | 117           | 64            | 549                      |                      | 91         | 552        | 133        |
| 1980                                                                            | 100 245              | 484 000   | 20.7           | 186        | 129           | 57            | 538                      | 2                    | 83         | 487        | 174        |
| 1990                                                                            | 113 420              | 507 000   | 22.4           | 171        | 123           | 48            | 663                      | 14                   | 66         | 405        | 160        |
| 1999                                                                            | 122 950              | 503 000   | 24.4           | 160        | 120           | 40            | 768                      | 22                   | 12         | 430        | 156        |
| 2000                                                                            | 125 079              | 503 000   | 24.9           | 154        | 114           | 40            | 812                      | 22                   | 50         | 380        | 151        |
| 2001                                                                            | 125 120              | 503 000   | 24.9           | 151        | 113           | 38            | 828                      | 24                   | 50         | 405        | 151        |
| 2002                                                                            | 125 210              | 539 320   | 23.2           | 151        | 115           | 36            | 829                      | 26                   | 47         | 392        | 151        |
| 2003                                                                            | 125 282              | 524 153   | 23.9           | 144        | 110           | 34            | 870                      | 27                   | 45         | 392        | 152        |
| 2004                                                                            | 125 332              | 524 153   | 23.9           | 149        | 111           | 38            | 841                      | 30                   | 51         | 363        | 151        |
| 2010                                                                            | 135 600              | 550 000   | 24.7           | 144        | 115           | 29            | 941                      | 36                   | 37         | 299        | 150        |
| 2014                                                                            | 140 000              | 567 000   | 24.7           | 138        | 122           | 16            | 1014                     | 38                   | 16         | 259        | 133        |
| 2017                                                                            | 114 985              | 592 076   | 19.4           | 119        | 106           | 13            | 966                      | 39                   | 14         | 234        | 119        |
| 2020                                                                            | 111 000              | 574 140   | 19.3           | 122        | 113           | 9             | 909                      | 38                   | 10         | 206        | 116        |
| Fuente: Catholic-Hierarchy, que a su vez toma los datos del Anuario Pontificio. |                      |           |                |            |               |               |                          |                      |            |            |            |

## Episcopologio
- Martin Marty, O.S.B. † (11 de agosto de 1879-21 de enero de 1895 nombrado obispo de Saint Cloud)
- Thomas O'Gorman † (24 de enero de 1896-18 de septiembre de 1921 falleció)
- Bernard Joseph Mahoney † (24 de mayo de 1922-20 de marzo de 1939 falleció)
- William Otterwell Brady † (10 de junio de 1939-16 de junio de 1956 nombrado arzobispo coadjutor de Saint Paul[nota 1])
- Lambert Anthony Hoch † (27 de noviembre de 1956-13 de junio de 1978 retirado)
- Paul Vincent Dudley † (6 de noviembre de 1978-21 de marzo de 1995 retirado)
- Robert James Carlson (21 de marzo de 1995 por sucesión-29 de diciembre de 2004 nombrado obispo de Saginaw)
- Paul Joseph Swain † (31 de agosto de 2006-12 de diciembre de 2019 retirado)
- Donald Edward DeGrood, desde el 12 de diciembre de 2019